# Kap Sunion

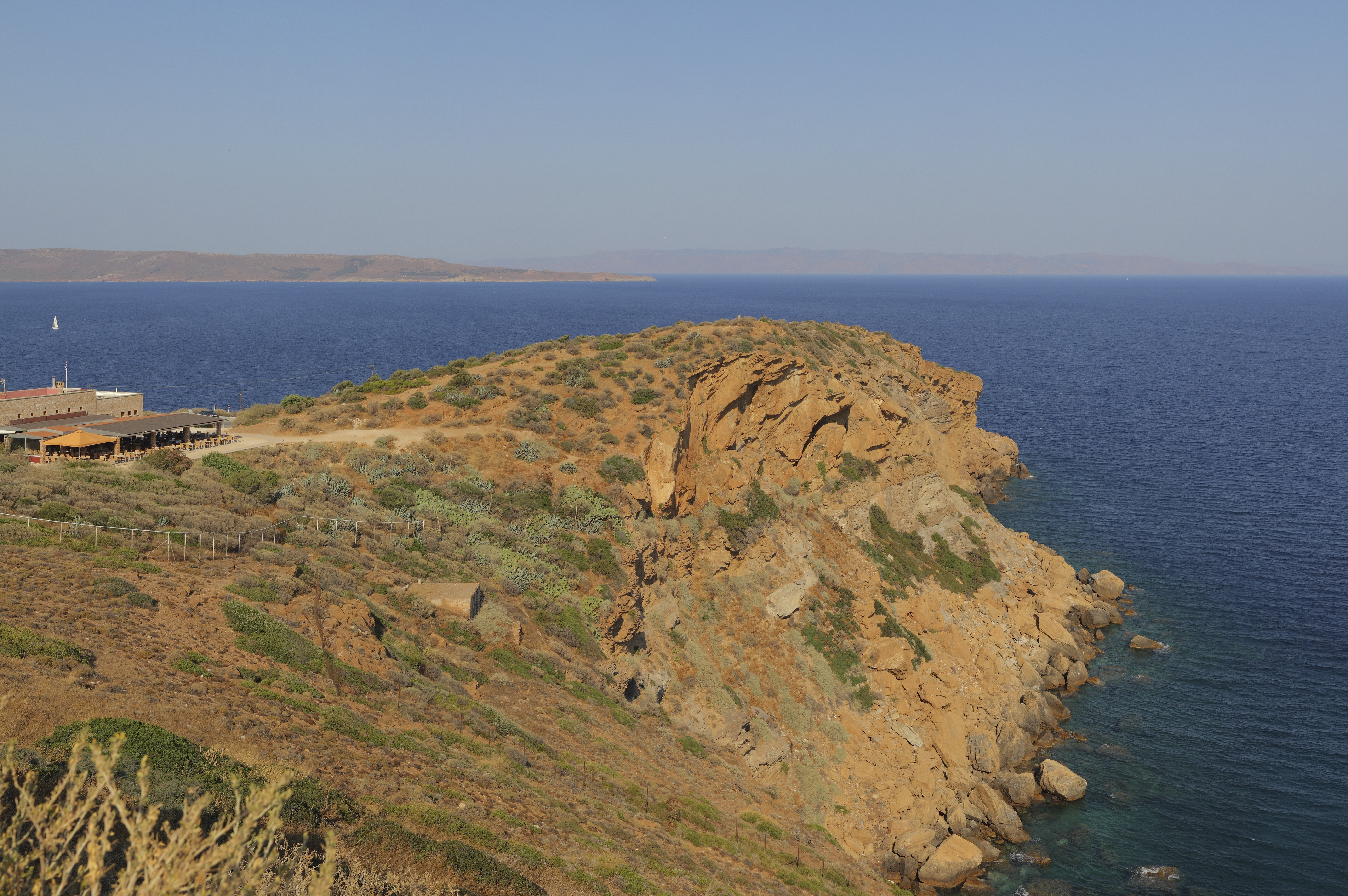
Kap Sunion, med utsikt över Egeiska havet.

Kap Sunion är en udde som ligger söder om Aten på Attikas sydspets i Grekland. På udden ligger en tempelruin från antiken som ursprungligen var ett tempel tillägnat Athena, men en inskrift som påträffades 1898 bekräftar att templet var helgat åt Poseidon. Templet färdigställdes 445 f.Kr..
Udden omnämns i Hjalmar Gullbergs dikt Vid Kap Sunion som finns med i hans diktsamling Kärlek i tjugonde seklet från 1933. 